# Newcastle, Utah
Newcastle är en ort i Iron County i delstaten Utah, USA.